# I Do Not Want What I Haven’t Got
I Do Not Want What I Haven’t Got ist das zweite Musikalbum der irischen Sängerin Sinéad O’Connor. Es wurde im März 1990 bei Chrysalis Records veröffentlicht. Das von Kritikern gelobte Album enthält ihren größten Hit Nothing Compares 2 U und entwickelte sich zu einem der weltweit meistverkauften Alben des Jahres. Es erreichte in zahlreichen Ländern Nummer-eins-Platzierungen, unter anderem in den USA, Kanada, in Großbritannien und Deutschland.

## Songs
Das erste Lied des Albums, Feel So Different, beginnt mit The Serenity Prayer von Reinhold Niebuhr. Die zweite Singleauskopplung Emperor’s New Clothes wurde nur ein mäßiger Verkaufserfolg, erreichte aber unter anderem die Spitze der amerikanischen Modern-Rock-Charts. Jump in the River wurde ursprünglich als Single aus dem Soundtrack zum Film Married to the Mob veröffentlicht.
Auf dem Album ist auch O’Connors eigene Interpretation von I Am Stretched on Your Grave, einem Gedicht aus dem 17. Jahrhundert enthalten. Das ursprünglich in Gälisch geschriebene Gedicht wurde von Philip King ins Englische übersetzt. O’Connor ließ sich für den Song vom Kabbala-Lehrer Warren Kenton inspirieren: „Special thanks to Selina Marshall + Warren Kenton for showing me that all I'd need was inside me.“

## Rezeption
Das Album war bei den Grammy Awards 1991 in vier Kategorien nominiert und gewann die Auszeichnung für die Best Alternative Music Performance. O’Connor nahm ihre Grammy-Auszeichnung nicht an.
2003 platzierte sich das Album auf Platz 406 von Rolling Stones Liste der 500 besten Alben aller Zeiten. In der aktualisierten Liste von 2023 befindet es sich auf Platz 457.
Bis heute hat sich das Album weltweit über vier Millionen Mal verkauft. 2009 veröffentlichte O’Connor eine Deluxe-Edition des Albums mit neuen Titeln und unveröffentlichten Liedern.

## Titelliste
| #   | Titel                            | Text              | Länge |
| --- | -------------------------------- | ----------------- | ----- |
| 1.  | Feel So Different                | O’Connor          | 6:47  |
| 2.  | I Am Stretched on Your Grave     | Anonymous, King   | 5:33  |
| 3.  | Three Babies                     | O’Connor          | 4:47  |
| 4.  | The Emperor’s New Clothes        | O’Connor          | 5:16  |
| 5.  | Black Boys on Mopeds             | O’Connor          | 3:53  |
| 6.  | Nothing Compares 2 U             | Prince            | 5:10  |
| 7.  | Jump in the River                | O’Connor, Pirroni | 4:12  |
| 8.  | You Cause as Much Sorrow         | O’Connor          | 5:04  |
| 9.  | The Last Day of Our Acquaintance | O’Connor          | 4:40  |
| 10. | I Do Not Want What I Haven’t Got | O’Connor          | 5:47  |

| #   | Titel                                                 | Text                                                   | Länge |
| --- | ----------------------------------------------------- | ------------------------------------------------------ | ----- |
| 1.  | Night Nurse                                           | Gregory Isaacs, Sylvester Weise                        | 4:54  |
| 2.  | My Special Child                                      | O’Connor                                               | 4:48  |
| 3.  | Damn Your Eyes                                        | B. Wyrick, S. Bogard                                   | 4:46  |
| 4.  | Silent Night (lange Version)                          | Traditional                                            | 4:45  |
| 5.  | You Do Something to Me                                | Cole Porter                                            | 3:53  |
| 6.  | Mind Games                                            | John Lennon                                            | 5:26  |
| 7.  | What Do You Want                                      | O’Connor                                               | 2:58  |
| 8.  | I Am Stretched on Your Grave (Apple Brightness Mix)   | O’Connor                                               | 5:38  |
| 9.  | Troy (Live-Aufnahme aus London)                       | O’Connor                                               | 6:41  |
| 10. | I Want Your (Hands on Me) (Live im Hammersmith Odeon) | O’Connor, Clowes, Reynolds, Rob Dean, Spike Hollifield | 3:53  |

## Kommerzieller Erfolg

### Chartplatzierungen
| ChartsChartplatzierungen       | Höchstplatzierung | Wochen |
| ------------------------------ | ----------------- | ------ |
| Deutschland (GfK)              | 1 (43 Wo.)        | 43     |
| Österreich (Ö3)                | 1 (29 Wo.)        | 29     |
| Schweiz (IFPI)                 | 1 (34 Wo.)        | 34     |
| Vereinigte Staaten (Billboard) | 1 (52 Wo.)        | 52     |
| Vereinigtes Königreich (OCC)   | 1 (50 Wo.)        | 50     |

| ChartsJahrescharts (1990) | Platzierung |
| ------------------------- | ----------- |
| Deutschland (GfK)         | 2           |
| Österreich (Ö3)           | 3           |
| Schweiz (IFPI)            | 6           |

### Auszeichnungen für Musikverkäufe
| Land/Region                  | Auszeichnungen für Musikverkäufe (Land/Region, Auszeichnung, Verkäufe) | Verkäufe  |
| ---------------------------- | ---------------------------------------------------------------------- | --------- |
| Australien (ARIA)            | Platin                                                                 | 70.000    |
| Deutschland (BVMI)           | Platin                                                                 | 500.000   |
| Frankreich (SNEP)            | Platin                                                                 | 300.000   |
| Kanada (MC)                  | 5× Platin                                                              | 500.000   |
| Neuseeland (RMNZ)            | 3× Platin                                                              | 60.000    |
| Niederlande (NVPI)           | Platin                                                                 | 100.000   |
| Österreich (IFPI)            | Gold                                                                   | 25.000    |
| Schweiz (IFPI)               | Gold                                                                   | 25.000    |
| Spanien (Promusicae)         | Platin                                                                 | 100.000   |
| Vereinigte Staaten (RIAA)    | 2× Platin                                                              | 2.000.000 |
| Vereinigtes Königreich (BPI) | 2× Platin                                                              | 600.000   |
| Insgesamt                    | 2× Gold · 17× Platin ·                                                 | 4.330.000 |

## Mitwirkende
- Benita Baum: Gesang, Melodie
- Chris Birkett: Produktion
- Sean Devitt: Produktion
- Dave Hoffman: Fotografie
- Nellee Hooper: Produktion
- Nick Ingman: Komponist, Dirigent, Streichinstrumente
- Dominique Leringoleur: Fotografie
- John Maybury: Coverabbildung
- David Munday: Akustikgitarre, Piano
- Sinéad O’Connor: Gesang, Akustik- und E-Gitarre, Keyboards, Perkussion, Schlagzeug, Produktion, Texte
- Marco Pirroni: E-Gitarre
- John Reynolds: Schlagzeug
- Andy Rourke: Akustikgitarre, Bass
- Jah Wobble: Bass